# 不変院
不変院（ふへんいん）は、岡山県岡山市北区庭瀬にある日蓮宗の寺院。山号は廣栄山。通称は大坊。旧本山は大本山誕生寺、生師法縁。

## 歴史
『備中誌』によれば八幡宮別当の天台宗寺院廣榮山長國寺が起源という。慶長7年（1602年）戸川達安が庭瀬藩に入封すると城国院日鳳（信城寺、妙法華寺、盛隆寺などを創建した）の開山により改宗された。以降、菩提寺とし堂宇を造営するなど境内が整備され、戸田家歴代から庇護を受けて領内にある寺院の座首の格式を得たという。寛永6年（1629年）現在の山号、寺号に改称された。

## 境内
- 本堂
- 戸川家累代の墓
  - なお戸川達安の墓は永寿院（大田区）と盛隆寺（岡山市）、戸川安宣の墓は盛隆寺（岡山市）、戸川安風の墓は永隆寺（目黒区）にもある。
- 寺中寺院として本了院、正善院、中正院、大乗院

## 旧末寺
日蓮宗は昭和16年（1941年）に本末を解体したため、現在では、旧本山、旧末寺と呼びならわしている。
- 髙照山正善院（岡山市北区庭瀬）塔頭
- 了性山中正院（岡山市北区庭瀬）塔頭 慶長11年（1606年）中性院日学の開山で創建された。明治時代初めに現在地へ移転された。
- 八幡山大乗院（岡山市北区庭瀬）塔頭 天正14年（1586年）八幡山千仏堂の側にあった長國山松山寺が戸川氏により改宗され不変院の側に移転されたという。
- 題號山妙傳寺（岡山市北区東花尻）
- 福壽山立成寺（岡山市北区東花尻）
- 淨泉山正法寺（岡山市北区西花尻）
- 覺如山妙法華寺（岡山市北区西花尻）元塔頭本了院
- 了性寺（岡山市北区平野）妙見堂
- 妙法山浄泉寺（岡山市南区山田）
- 妙信山受法寺（倉敷市山地）
- 鷲林山淨安寺（倉敷市日畑）

## 歴代
- 城国院日鳳（開山）

## 関連資料
- 『倉敷市史』